# Parachipteria floresiana
Parachipteria floresiana är en kvalsterart som först beskrevs av Pérez-Íñigo 1992.  Parachipteria floresiana ingår i släktet Parachipteria och familjen Achipteriidae. Inga underarter finns listade i Catalogue of Life.